# Lawrence County (Kentucky)
Lawrence County ist ein County im Bundesstaat Kentucky der Vereinigten Staaten. Das U.S. Census Bureau hat bei der Volkszählung 2020 eine Einwohnerzahl von 16.293 ermittelt.
Der Verwaltungssitz (County Seat) ist Louisa. Das County gehört zu den Dry Countys, was bedeutet, dass der Verkauf von Alkohol eingeschränkt oder verboten ist.

## Geographie
Das County liegt im Nordosten von Kentucky, an der Grenze zu West Virginia und hat eine Fläche von 1088 Quadratkilometern, wovon vier Quadratkilometer Wasserfläche sind. Es grenzt in Kentucky im Uhrzeigersinn an folgende Countys: Carter County, Boyd County, Martin County, Johnson County, Morgan County und Elliott County.

## Geschichte
Lawrence County wurde am 14. Dezember 1821 aus Teilen des Floyd County und des Greenup County gebildet. Benannt wurde es nach Captain James Lawrence, der mit dem Spruch: „Don't give up the ship“ im Britisch-Amerikanischen Krieg von 1812, nachdem er bereits tödlich verwundet worden war, bekannt wurde.
Insgesamt sind zehn Bauwerke und Stätten des Countys im National Register of Historic Places eingetragen (Stand 9. Oktober 2017).

## Demografische Daten
Nach der Volkszählung im Jahr 2000 lebten im Lawrence County 15.569 Menschen in 5.954 Haushalten und 4.477 Familien. Die Bevölkerungsdichte betrug 14 Einwohner pro Quadratkilometer. Ethnisch betrachtet setzte sich die Bevölkerung zusammen aus 98,93 Prozent Weißen, 0,10 Prozent Afroamerikanern, 0,28 Prozent amerikanischen Ureinwohnern, 0,07 Prozent Asiaten, 0,01 Prozent Bewohnern aus dem pazifischen Inselraum und 0,05 Prozent aus anderen ethnischen Gruppen; 0,56 Prozent stammten von zwei oder mehr Ethnien ab. 0,41 Prozent der Bevölkerung waren spanischer oder lateinamerikanischer Abstammung.
Von den 5.954 Haushalten hatten 35,0 Prozent Kinder und Jugendliche unter 18 Jahre, die bei ihnen lebten. 61,3 Prozent waren verheiratete, zusammenlebende Paare, 10,5 Prozent waren allein erziehende Mütter, 24,8 Prozent waren keine Familien, 22,4 Prozent waren Singlehaushalte und in 10,0 Prozent lebten Menschen im Alter von 65 Jahren oder darüber. Die Durchschnittshaushaltsgröße betrug 2,59 und die durchschnittliche Familiengröße lag bei 3,02 Personen.
Auf das gesamte County bezogen setzte sich die Bevölkerung zusammen aus 25,3 Prozent Einwohnern unter 18 Jahren, 8,8 Prozent zwischen 18 und 24 Jahren, 28,7 Prozent zwischen 25 und 44 Jahren, 24,7 Prozent zwischen 45 und 64 Jahren und 12,4 Prozent waren 65 Jahre alt oder darüber. Das Durchschnittsalter betrug 36 Jahre. Auf 100 weibliche Personen kamen 97,3 männliche Personen. Auf 100 Frauen im Alter von 18 Jahren alt oder darüber kamen statistisch 93,0 Männer.
Das jährliche Durchschnittseinkommen eines Haushalts betrug 21.610 USD, das Durchschnittseinkommen der Familien betrug 26.113 USD. Männer hatten ein Durchschnittseinkommen von 30.735 USD, Frauen 19.174 USD. Das Prokopfeinkommen betrug 12.008 USD. 25,3 Prozent der Familien und 30,7 Prozent der Bevölkerung lebten unterhalb der Armutsgrenze. Davon waren 40,0 Prozent Kinder oder Jugendliche unter 18 Jahre und 27,3 Prozent waren Menschen über 65 Jahre.

## Orte im County
- Adams
- Ben Bow
- Blaine
- Blevins
- Buchanan
- Busseyville
- Chapman
- Charley
- Cherokee
- Clifford
- Cordell
- Davisville
- Ellen
- Evergreen
- Fallsburg
- Five Forks
- Fullers
- Gallup
- Georges Creek
- Glenwood
- Hannah
- Holt
- Houckville
- Irad
- Ledocio
- Louisa
- Lowmansville
- Martha
- Mazie
- Noris
- Orr
- Overda
- Patrick
- Peach Orchard
- Richardson
- Skaggs
- Stringtown
- Summit
- Terryville
- Torchlight
- Ulysses
- Walbridge
- Webbville
- Wilbur
- Yatesville
- Zelda